# Мартін Ульріх
Мартін Ульріх (нім. Martin Ulrich; 16 грудня 1969, м. Відень, Австрія) — австрійський хокеїст, захисник.

## Кар'єра
Вихованець столичного клубу Вінер ЕВ у якому виступав до 1999 року з дворічної перервою на виступи спочатку у «Ґраці», а потім у «Адлер Мангейм», де він став двічі чемпіоном Німеччини 1997 та 1998. Після сезону у «Вінер ЕВ» повернувся до Німеччини, де продовжив виступи за клуб Дюссельдорф, провів чотири сезони 2001/05. Завершував кар'єру гравця у Австрії (2009 року), відігравши три роки за «Ред Булл» (Зальцбург) та ще один рік за ХК «Целль-ам-Зе».
Після завершення кар'єри став головним тренером юніорської збірної Австрії.

## Кар'єра (збірна)
У складі національної збірної відіграв 228 матчів (це другий результат у збірній) та був капітаном команди. Брав участь у 17 чемпіонатах світу з 1991 року, та три рази зіграв на Олімпійських іграх 1994, 1998 та 2002 років. Після чемпіонату світу 2008 в Інсбруку завершив свої виступи за збірну. 

## Статистика
| Сезон                       | Клуб                        | Ліга                        | Регулярна першість | Регулярна першість | Регулярна першість | Регулярна першість | Регулярна першість | Плей-оф | Плей-оф | Плей-оф | Плей-оф | Плей-оф |
| Сезон                       | Клуб                        | Ліга                        | І                  | Г                  | П                  | О                  | ШХ                 | І       | Г       | П       | О       | ШХ      |
| --------------------------- | --------------------------- | --------------------------- | ------------------ | ------------------ | ------------------ | ------------------ | ------------------ | ------- | ------- | ------- | ------- | ------- |
| 1986/87                     | Вінер ЕВ                    | Австрія                     | 1                  | 0                  | 0                  | 0                  | 0                  |         |         |         |         |         |
| 1987/88                     | Вінер ЕВ                    | Австрія                     | 1                  | 0                  | 0                  | 0                  | 0                  |         |         |         |         |         |
| 1988/89                     | Вінер ЕВ                    | Австрія                     | 26                 | 2                  | 8                  | 10                 | 0                  |         |         |         |         |         |
| 1989/90                     | Вінер ЕВ                    | Австрія                     | 34                 | 5                  | 19                 | 24                 | 42                 |         |         |         |         |         |
| 1990/91                     | Вінер ЕВ                    | Австрія                     | 39                 | 7                  | 17                 | 24                 | 0                  |         |         |         |         |         |
| 1991/92                     | «Ґрац»                      | Австрія                     | 45                 | 6                  | 20                 | 26                 | 30                 |         |         |         |         |         |
| 1992/93                     | «Ґрац»                      | Австрія                     | 53                 | 6                  | 13                 | 19                 | 0                  |         |         |         |         |         |
| 1993/94                     | «Ґрац»                      | Австрія                     | 57                 | 12                 | 22                 | 34                 | 0                  |         |         |         |         |         |
| 1995/96                     | Вінер ЕВ                    | Австрія                     | 32                 | 12                 | 17                 | 29                 | 28                 |         |         |         |         |         |
| 1996/97                     | «Адлер Мангейм»             | DEL                         | 50                 | 3                  | 8                  | 11                 | 45                 | 9       | 1       | 3       | 4       | 2       |
| 1997/98                     | «Адлер Мангейм»             | DEL                         | 45                 | 3                  | 9                  | 12                 | 30                 | 11      | 1       | 2       | 3       | 8       |
| 1998/99                     | Вінер ЕВ                    | Австрія                     | 49                 | 13                 | 19                 | 32                 | 46                 |         |         |         |         |         |
| 1999/00                     | БСК Пройзен                 | DEL                         | 32                 | 6                  | 16                 | 22                 | 34                 | 7       | 0       | 3       | 3       | 4       |
| 2000/01                     | БСК Пройзен                 | DEL                         | 60                 | 6                  | 21                 | 27                 | 54                 | 5       | 0       | 2       | 2       | 4       |
| 2001/02                     | Дюссельдорф                 | DEL                         | 58                 | 0                  | 8                  | 8                  | 55                 | –       | –       | –       | –       | –       |
| 2002/03                     | Дюссельдорф                 | DEL                         | 42                 | 6                  | 13                 | 19                 | 40                 | –       | –       | –       | –       | –       |
| 2003/04                     | Дюссельдорф                 | DEL                         | 52                 | 5                  | 15                 | 20                 | 50                 | 4       | 0       | 2       | 2       | 8       |
| 2004/05                     | Дюссельдорф                 | DEL                         | 50                 | 3                  | 12                 | 15                 | 34                 | –       | –       | –       | –       | –       |
| 2005/06                     | «Ред Булл» (Зальцбург)      | Австрійська хокейна ліга    | 44                 | 7                  | 11                 | 18                 | 28                 | 11      | 1       | 1       | 2       | 12      |
| 2006/07                     | «Ред Булл» (Зальцбург)      | Австрійська хокейна ліга    | 54                 | 10                 | 33                 | 43                 | 70                 | 8       | 2       | 3       | 5       | 8       |
| 2007/08                     | «Ред Булл» (Зальцбург)      | Австрійська хокейна ліга    | 59                 | 3                  | 19                 | 22                 | 26                 | 15      | 0       | 6       | 6       | 4       |
| 2008/09                     | ХК «Целль-ам-Зе»            | Австрійська хокейна ліга    | 23                 | 4                  | 18                 | 22                 | 22                 | 8       | 1       | 3       | 4       | 0       |
| АХЛ разом                   | АХЛ разом                   | АХЛ разом                   | 494                | 83                 | 198                | 281                | 270                | 34      | 3       | 10      | 13      | 24      |
| Німецька хокейна ліга разом | Німецька хокейна ліга разом | Німецька хокейна ліга разом | 389                | 32                 | 102                | 134                | 342                | 36      | 2       | 12      | 14      | 26      |